# Christian Heuchel

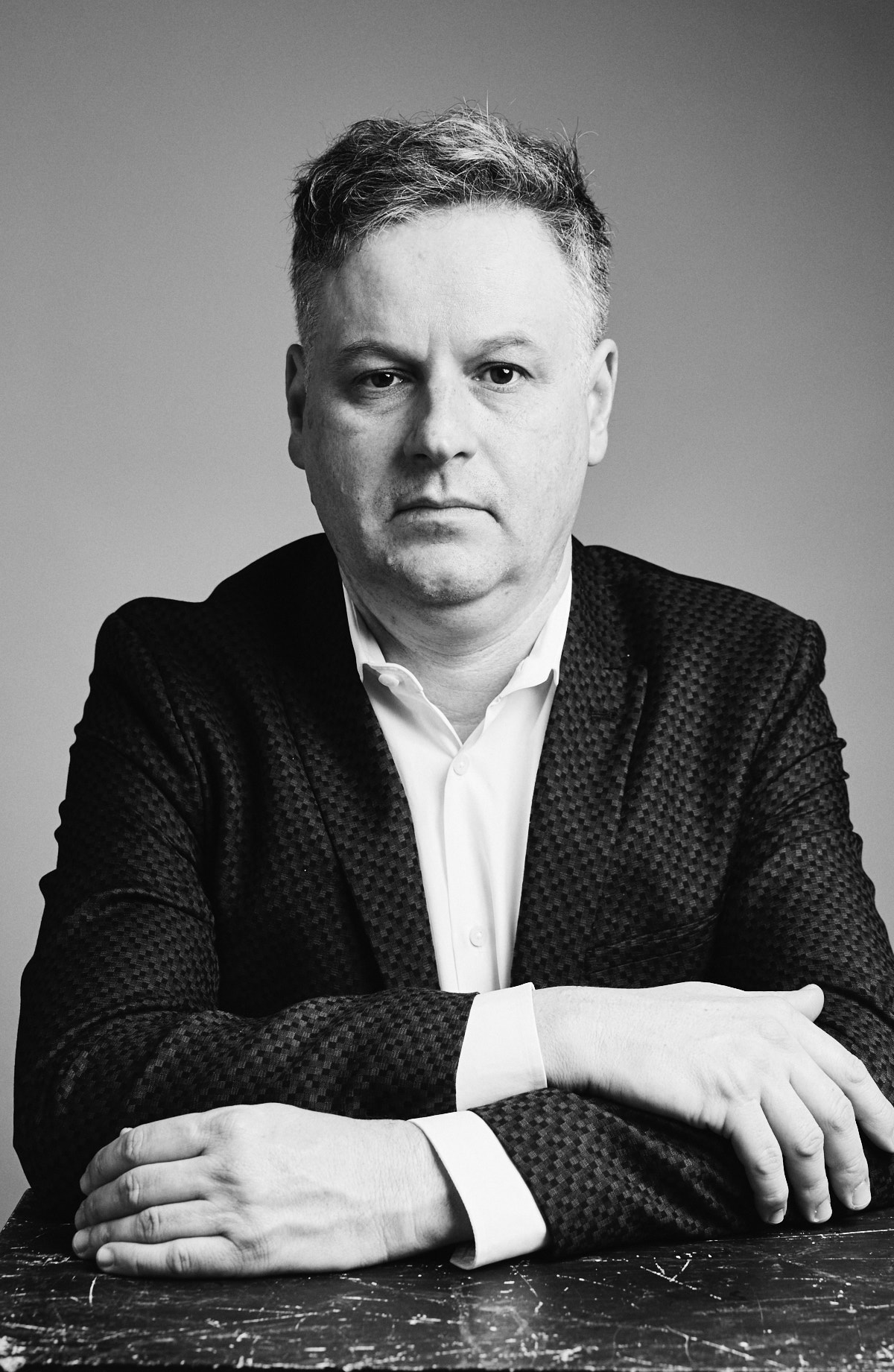
Christian Heuchel (2017)

Christian Heuchel (* 1966) ist ein deutscher Architekt, Künstler und Hochschullehrer.

## Werdegang
Heuchel studierte von 1987 bis 1995 Architektur an der Universität Karlsruhe. Danach absolvierte er von 1997 bis 2000 den Aufbaustudiengang „Baukunst“ an der Kunstakademie Düsseldorf unter Josef Paul Kleihues, Laurids Ortner und Elia Zenghelis. Er wurde Meisterschüler von Ernst Kasper und schloss sein Studium mit Auszeichnung ab. Seit 2000 ist er Mitarbeiter im Büro O&O Baukunst. 2006 übernahm er die Leitung des Kölner Büros und ist seit 2011 Gesellschafter von O&O Baukunst Berlin/Köln/Wien.

## Lehrtätigkeiten
Von 1992 bis 1996 arbeitete Heuchel in Karlsruhe als wissenschaftlicher Mitarbeiter am Institut für Bildende Künste an der Fakultät für Architektur unter Hans Martin Erhardt sowie von 1995 bis 1996 als wissenschaftlicher Mitarbeiter am Lehrstuhl für Gebäudelehre und Entwerfen von Jo Coenen/Neave Brown an der Fakultät für Architektur im Bereich Publikation, Dokumentation und Gestaltung. Er hat seit 2000 einen Lehrauftrag für Kunst und Architektur an der Kunstakademie Düsseldorf im Aufbaustudiengang „Baukunst“ und ist dort für die Reihe „Tischgespräche“ verantwortlich. Seit 2004 arbeitete er zudem als Gastdozent an verschiedenen Hochschulen, u. a. an der FH Düsseldorf und der Universität Basel.

## OFF-Initiativen
1991 gründete Heuchel zusammen mit dem Künstler Gunter Klag das Künstlerbüro „bureau Heuchel Klag“ (bHK) mit Hauptsitz in Bellheim. Von 1999 bis 2002 führte das bHK im Kunsthaus bHK regelmäßig Seminare zu dem Thema „Kunst und Architektur“ durch. 
1999 gründete Heuchel mit sechs Absolventen der Baukunstklasse der Kunstakademie Düsseldorf die Architektengemeinschaft „rheinflügel Baukunst“. Von 1999 bis 2006 realisierte die Gruppe zahlreiche Kunst- und Bauprojekte, wie z. B. den Umbau der Düsseldorfer Kunsthalle.

## Mitgliedschaften
Seit 1998 ist Heuchel Mitglied im Berufsverband Bildender Künstler (Rheinland-Pfalz). 2001 wurde er in die Architektenkammer Nordrhein-Westfalen aufgenommen und 2011 in den Bund Deutscher Architekten berufen. 2011 erhielt er die österreichische Ziviltechnikerbefugnis. Seit 2015 ist er Mitglied des Beratergremiums „Rahmenplanung München Freiham“. Außerdem ist er Mitglied des Deutschen Instituts für Stadtbaukunst (Technische Universität Dortmund).

## Werke und Projekte (Auswahl)

### Architektur
- Kulturforum Münster
- Campusentwicklungen Aachenerstrasse Köln
- beeline Köln, Neubau „Internationales Service-Center“ in Köln-Deutz
- SPV 17 Überseequartier Hamburg
- Landesarchiv NRW, Duisburg
- Gerling-Quartier Köln, Südspange (25hours Hotel im Bau)
- MK 15, Frankfurt/Main

### Städtebau
- München Freiham
- York-Kaserne-Münster
- Helios-Gelände Köln
- Parkstadt Süd Köln
- Ulm City Bahnhof
- Baku Public Park und Water Cascade

### Projekte „Kunst und Architektur“
- 2012: „NEUE NEUE. BDA Berufungen 2011-2012“, Deutsches Architekturzentrum, Berlin (Ausstellungsbeteiligung)
- 2011: „Container Architektur“, Kunsthaus Zug mobil, NRW Forum Düsseldorf (Ausstellungsbeteiligung mit rheinflügel)
- 2008: „Auslandsbeziehungen. Junge Architekten aus Deutschland“, Debüt der ifa-Tourneeausstellung beim UIA-Weltkongress in Turin (Ausstellungsbeteiligung mit rheinflügel)
- 2005: „rheinflügel“, Architekturwoche plan05, Köln (Ausstellungsbeteiligung mit rheinflügel)
- 2004: „Deutschlandschaft“, Deutscher Pavillon, Architekturbiennale Venedig, (Ausstellungsbeteiligung mit rheinflügel)
- 2000: „Armada“, Entwurf einer Living Bridge für den Düsseldorfer Handelshafen (Projekt mit rheinflügel)
- 1999–2002: „Kunsthaus Zug mobil“, Umrüstung eines Standardcontainers zu einer mobilen Außenstelle des Kunsthauses Zug (Projekt mit rheinflügel)
- 1999: „Happy Manifest Hour“, Hotel Esplanade, Architekturwoche plan99, Köln (Ausstellungsbeteiligung mit rheinflügel)

| Personendaten    | Personendaten                                     |
| ---------------- | ------------------------------------------------- |
| NAME             | Heuchel, Christian                                |
| KURZBESCHREIBUNG | deutscher Architekt, Künstler und Hochschullehrer |
| GEBURTSDATUM     | 1966                                              |